# Gensac-la-Pallue
Gensac-la-Pallue is een gemeente in het Franse departement Charente (regio Nouvelle-Aquitaine). De plaats maakt deel uit van het arrondissement Cognac. Gensac-la-Pallue telde op 1 januari 2022 1.614 inwoners.

## Geografie
De oppervlakte van Gensac-la-Pallue bedroeg op 1 januari 2022 19,23 vierkante kilometer; de bevolkingsdichtheid was toen 83,9 inwoners per km².
De onderstaande kaart toont de ligging van Gensac-la-Pallue met de belangrijkste infrastructuur en aangrenzende gemeenten.

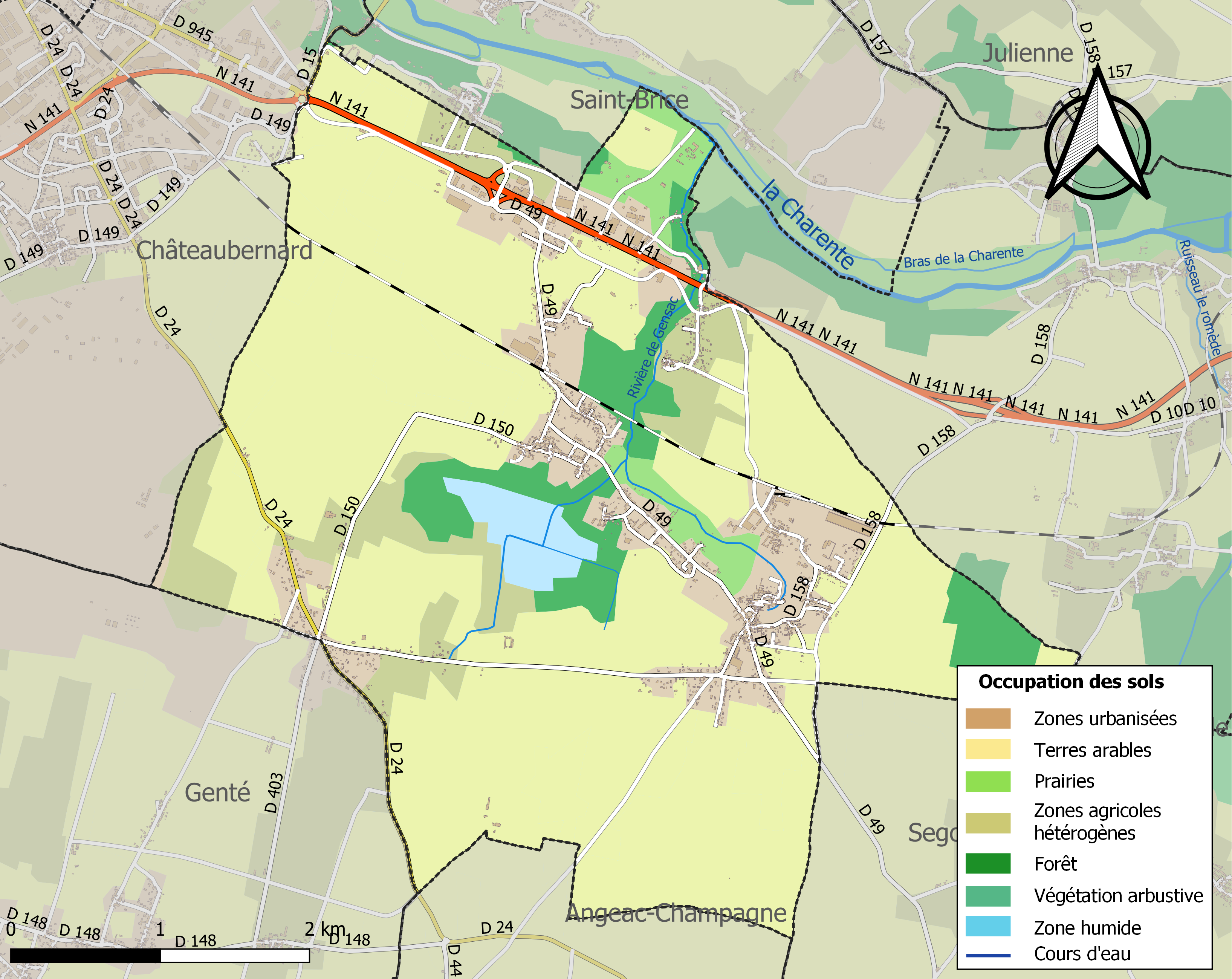

## Demografie
Onderstaande figuur toont het verloop van het inwonertal (bron: INSEE-tellingen).